# Нарышкина, Екатерина Алексеевна
Екатерина Алексеевна Нарышкина (17 ноября 1895, Санкт-Петербург — 8 марта 1940, Москва) — советский математик, доктор физико-математических наук, сотрудник Сейсмологического и Физико-математического институтов АН СССР, член Петербургского математического общества.

## Биография
Родилась в семье книгоиздателя Нарышкина Алексея Федоровича в Санкт-Петербурге.
В 1915 году окончила частную женскую гимназию М. Д. Могилянской с золотой медалью и поступила на Бестужевские курсы, которые в 1918 году были преобразованы в «Третий Петроградский университет». В этом же году после окончания учебы Нарышкина начала работать в университете преподавателем на кафедре математики. В 1924 году перешла на работу научным сотрудником в Сейсмический отдел Физико-математического института АН СССР. 
Научную деятельность начала с теории чисел. В 1925 закончила работу, посвященную аналогам чисел Бернулли для некоторых квадратичных областей, удовлетворяющих определенным условиям. Затем перешла к изучению теоретической сейсмологии.
В своих исследованиях решила целый ряд проблем теории распространения волн в упругих средах. Начала свою деятельность в этом направлении с изучения явлений, происходящих на границе упругого полупространства со сжимаемой жидкостью. Применив два различных метода: теорию плоских волн, а затем метод комплексного переменного, она дает решение задач о сосредоточенном источнике внутри упругого полупространства, развивает теорию поверхностных волн на границе раздела обеих сред. 
Разработала теорию упругих колебаний полупространства. Здесь ею прежде всего решена самая фундаментальная задача всей̆ теории — задача Коши.
Исследовала релеевские волны для полупространства, теорию которых она осветила с новой̆ точки зрения. Она начала рассматривать волны Релея как волны, распространяющиеся с некоторой постоянной скоростью в плоскостях, параллельных границе. Это позволило подойти совершенно точно к феномену поверхностных волн и объяснить причину их возникновения при колебаниях среды, в которых начальное возмущение было сосредоточено в ограниченной части пространства.
В 1938 году стала первой женщиной в СССР, которой было присвоено звание доктора физико-математических наук.
Муж — Николай Владимирович Вешняков — доктор физико-математических наук. В 1930 году супруги переехали из Ленинграда в Москву в связи с передислокаций Сейсмологического института АН СССР.
Екатерина Алексеевна Нарышкина умерла 8 марта 1940 году в Москве после продолжительной болезни. Похоронена на Новодевичьем кладбище. Некролог в журнале «Успехи математических наук» персонально подписал академик Сергей Львович Соболев.

## Научные труды
- On the analogue of Bernoullian Numbers in quadratic fields. Доложено акад. Стекловым на Всемирном математическом конгрессе в Торонто в 1924 г.
- О числах, аналогичных числам Бернулли в одноклассных квадратичных областях отрицательного дискриминанта. Изв. Акад. наук за 1925 г., № 6—8, 9—11.
- Об одном применении теории плоских волн... [Текст] / Е. А. Нарышкина. - Ленинград : изд. и тип. изд-ва Акад. наук СССР, 1932. - Обл., 40 с., без тит. л. : черт.; 25х17 см. - (Академия наук СССР...; № 19).
- Uber die Schwingungen des festen elastisenen Halbraumes der langs der ebene mit einer elastischen kompressiblen Fliissigkeit grenzt. Труды СИ, № 21.
- Die Ullersehen Arbeiten aus dem Gebiete der Wellenkinematik. Труды СИ, № 32.
- Об одной смешанной задаче теории распространения упругих колебаний. Труды СИ, 38.
- Sur les vibrations d’un demi-espace aux conditiones initiales arbitraires. Труды. СИ, № 45.
- О волнах Rayleigh'a в пространстве трех измерений... [Текст] / Е. Нарышкина. - Ленинград : изд. и тип. Изд-ва Акад. наук СССР, 1934. - Обл., 32 с., без тит. л. : черт.; 25х17 см. - (Труды Сейсмологического института.../ Акад. наук СССР...; № 48).
- Общая теория волн Rayleigh'а для полупространства [Текст] / Е. А. Нарышкина. - Москва ; Ленинград : Акад. наук СССР, 1940. - 74 с. : ил.; 25 см. - (Труды Сейсмологического института; N 90).
- Колебания полупространства при любых начальных условиях [Текст]. - Ленинград : Изд-во Акад. наук СССР, 1934. - Обл., 71 с. : ил.; 25 см. - (Труды Сейсмологического института/ Акад. наук СССР; № 45).

Рукописи и отчеты
- Определение наибольшего прогиба и периода основных колебаний простой балки и прямоугольной̆ рамы под влиянием удара.
- Метод приближенного вычисления интегралов вида ò f(x)yn(x)dxf L где n весьма большое число.